# Seznam španskih dramatikov
Seznam španskih dramatikov.

## A
- Juan Ruiz de Alarcón
- José Luis Alonso de Santos
- Serafín in Joaqun Álvarez Quintero brata-komediografa
- Fernando Arrabal (1932-) (špansko-francoski)
- Max Aub
- Vital Aza

## B
- Pedro Calderón de la Barca (1600–1681)
- Manuel Tamayo y Baus (1829–1898)
- Sergi Belbel (1963–)
- Jacinto Benavente y Martínez (1866–1954)
- Jerónimo Bermúdez

## C
- Pedro Calderón de la Barca (1600–1681)
- Alejandro Casona (1903-1965)
- Agustín Moreto y Cavana (1618-1669)
- Juan de la Cueva (1543–1612)

## E
- José Echegaray (1832–1916)
- Juan del Encina (1468-1529/30)
- Diego Jiménez de Enciso (1585–1634)
- Luis Escobar (1908–1991)

## F
- Francesc Fontanella i Garraver
- Xurde Álvarez Fernández

## G
- Antonio Gala
- Benito Pérez Galdós (1843–1920)
- Jordi Galceran i Ferrer
- Luis de Góngora (1561–1627)
- Àngel Guimerà (1847-1924)

## L
- Félix Lope de Vega
- Federico García Lorca (1898–1936)
- Agustín de Montiano y Luyando

## M
- Eduardo Marquina
- Tirso de Molina
- Juan Pérez de Montalbán
- Francisco Antonio de Monteser
- José Zorrilla y Moral
- Leandro Fernández de Moratín

## N
- Francisco Nieva

## R
- María Manuela Reina
- Fernando de Rojas
- Lope de Rueda
- José Martínez Ruiz
- Santiago Rusiñol

## S
- Ángel de Saavedra
- Alfonso Sastre
- Narciso Serra

## T
- Javier Tomeo

## V
- Alfonso Vallejo
- Ramón del Valle-Inclán
- Félix Lope de Vega

## Z
- Francisco de Rojas Zorrilla
- José Zorrilla